# Équipe cycliste Wiggle High5
L'équipe cycliste Wiggle High5 (anciennement Wiggle Honda) est une équipe cycliste féminine britannique. Elle est créée en 2013 et compte dans ses rangs la sprinteuse Giorgia Bronzini jusqu'en 2017. Elisa Longo Borghini en est la leader. En 2018, l'équipe annonce son arrêt en 2019.
Elle est dirigée par Rochelle Gilmore et a pour principaux partenaires Wiggle, un site de vente d'équipement sportif en ligne, et High5, une marque de nutrition sportive.

## Histoire de l'équipe

### 2015

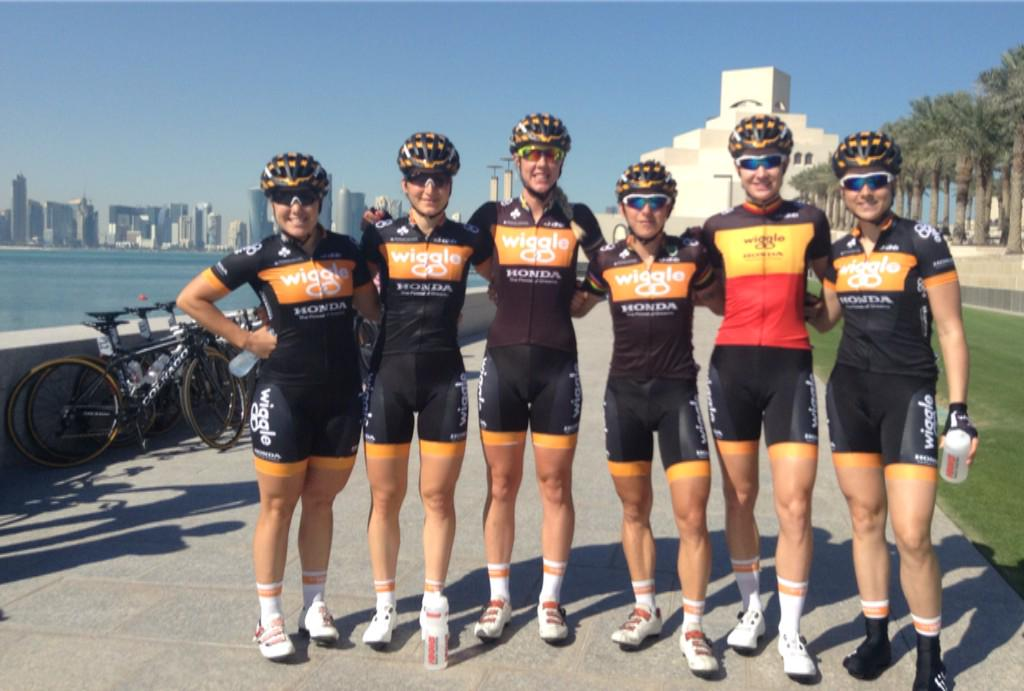
Wiggle Honda lors du Tour du Qatar 2015. (de gauche à droite : Chloe Hosking, Elisa Longo Borghini, Emilia Fahlin, Giorgia Bronzini, Jolien D'Hoore, Audrey Cordon)

En 2015, Mara Abbott, Jolien D'Hoore et Elisa Longo Borghini rejoignent notamment l'équipe tandis que Laura Trott et Linda Villumsen la quitte. La saison est très prolifique avec trente-cinq victoires sur les courses du calendrier UCI. Les coureuses de l'équipe remportent quatre des dix manches de la Coupe du monde. Dans le détails, Jolien D'Hoore s'impose sur le Tour de Drenthe et l'Open de Suède Vårgårda ; Elisa Longo Borghini gagne le Tour des Flandres et Giorgia Bronzini le Tour de l'île de Chongming. Longo Borghini inscrit également son nom au palmarès de la Route de France. Au moment du bilan, l'équipe est troisième de la Coupe du monde et du classement UCI. Jolien D'Hoore est la mieux classée de ce dernier classement et y occupe la troisième place.

### 2016

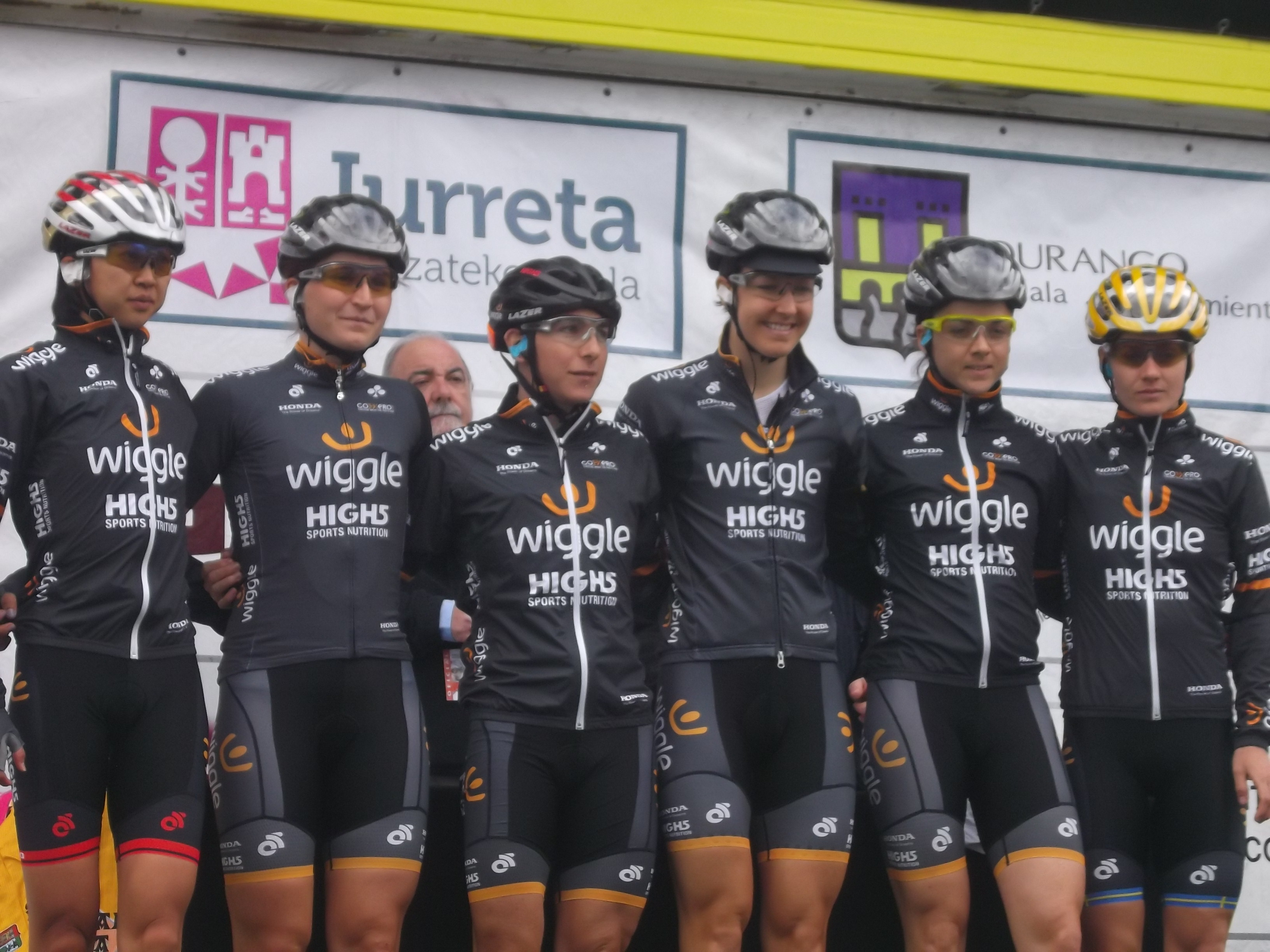
À la Bira en 2016

Les trois recrues sont particulièrement prestigieuses : Emma Johansson, Lucy Garner et Amy Pieters, alors que seules la Suédoise Emilia Fahlin et la Britannique Eileen Roe quittent l'équipe.
L'équipe remporte trois manches de l'UCI World Tour par l'intermédiaire de ses sprinteuses Chloe Hosking pour La course by Le Tour de France et le Tour de l'île de Chongming et  Jolien D'Hoore pour La Madrid Challenge by La Vuelta. Emma Johansson gagne l'Emakumeen Euskal Bira et se classe deuxième du Tour des Flandres. Elle est troisième du classement UCI. Jolien D'Hoore s'est concentrée cette saison sur la piste et revient des Jeux olympiques de Rio avec la médaille de bronze en omnium. Elisa Longo Borghini se montre régulière tout au long de la saison et finit cinquième du classement de l'UCI World Tour ainsi que du classement UCI. L'équipe remporte également quatre étapes du Tour d'Italie dont l'étape reine, passant par le col du Mortirolo, grâce à l'Américaine Mara Abbott, également quatrième de la  course en linge des Jeux olympiques, et deux au sprint via de Giorgia Bronzini. La formation est deuxième du classement World Tour et troisième du classement UCI.

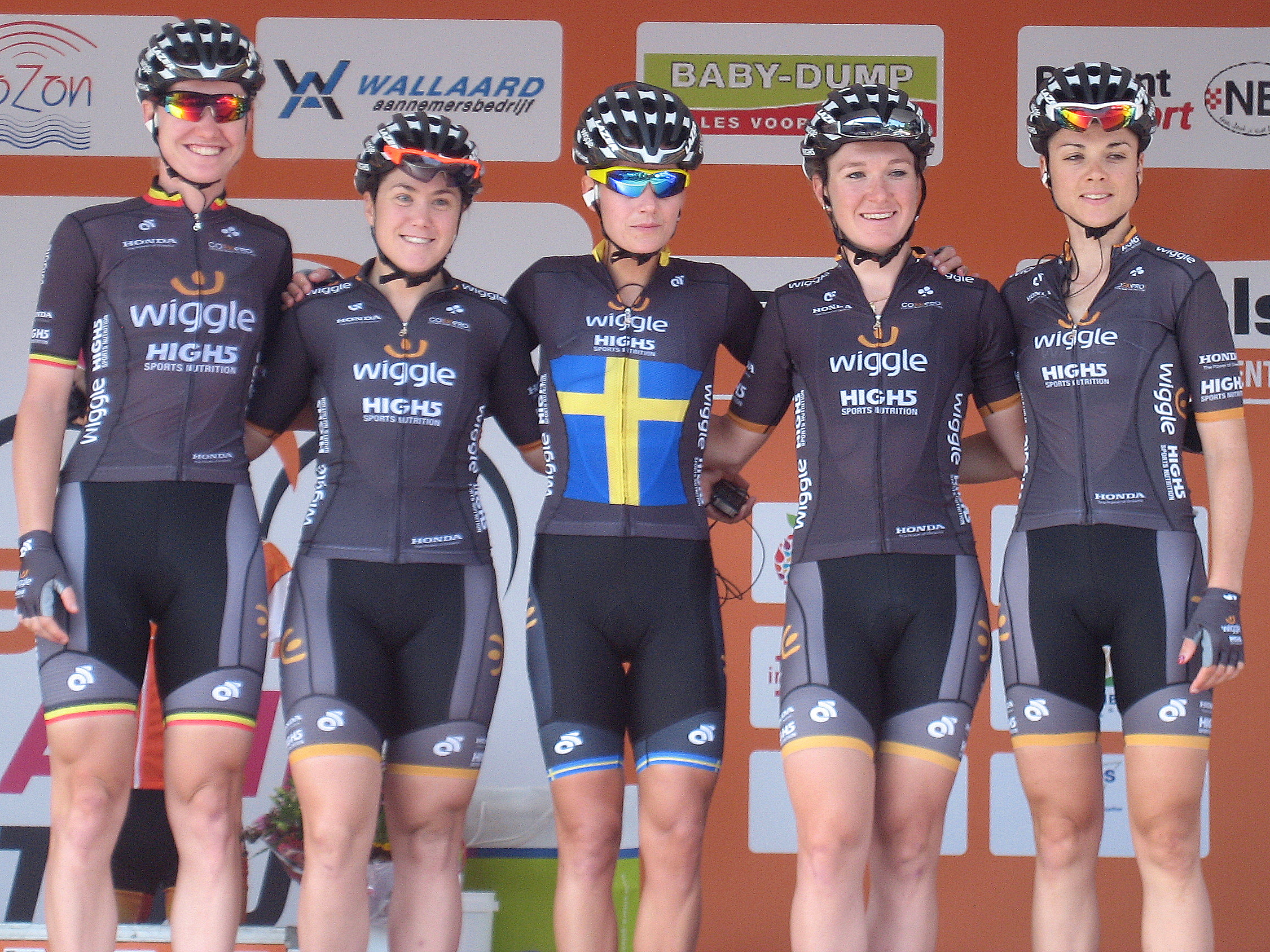
Au départ du Boels Ladies Tour 2016

### 2017
En 2017, Claudia Lichtenberg, Emilia Fahlin, Julie Leth, Amy Cure et Grace Garner rejoignent l'équipe tandis que Danielle King, Amy Pieters, Chloe Hosking, Anna Christian, Peta Mullens et Mara Abbott la quittent.
Elisa Longo Borghini et Jolien D'Hoore sont les leaders de l'équipe et rapportent la majorité des succès. L'Italienne gagne la manche du World Tour des Strade Bianche et les championnats d'Italie sur route et du contre-la-montre. Elle se classe également deuxième du Tour d'Italie. La sprinteuse Belge remporte les manches du World Tour du Tour de l'île de Chongming, de La Madrid Challenge by La Vuelta. Elle est également deuxième de Gand-Wevelgem pour quelques millimètres. Elle compte au total douze victoires sur route. Audrey Cordon s'impose lors des championnats de France du contre-la-montre et sur le Chrono des nations. Annette Edmondson gagne la Pajot Hills Classic et le prologue du BeNe Ladies Tour. Sur le plan collectif, l'équipe est sixième du classement UCI et troisième du classement World Tour. Sur le plan individuel, Elisa Longo Borghini est cinquième du World Tour et Jolien D'Hoore sixième du World Tour et septième du classement UCI.

### 2018

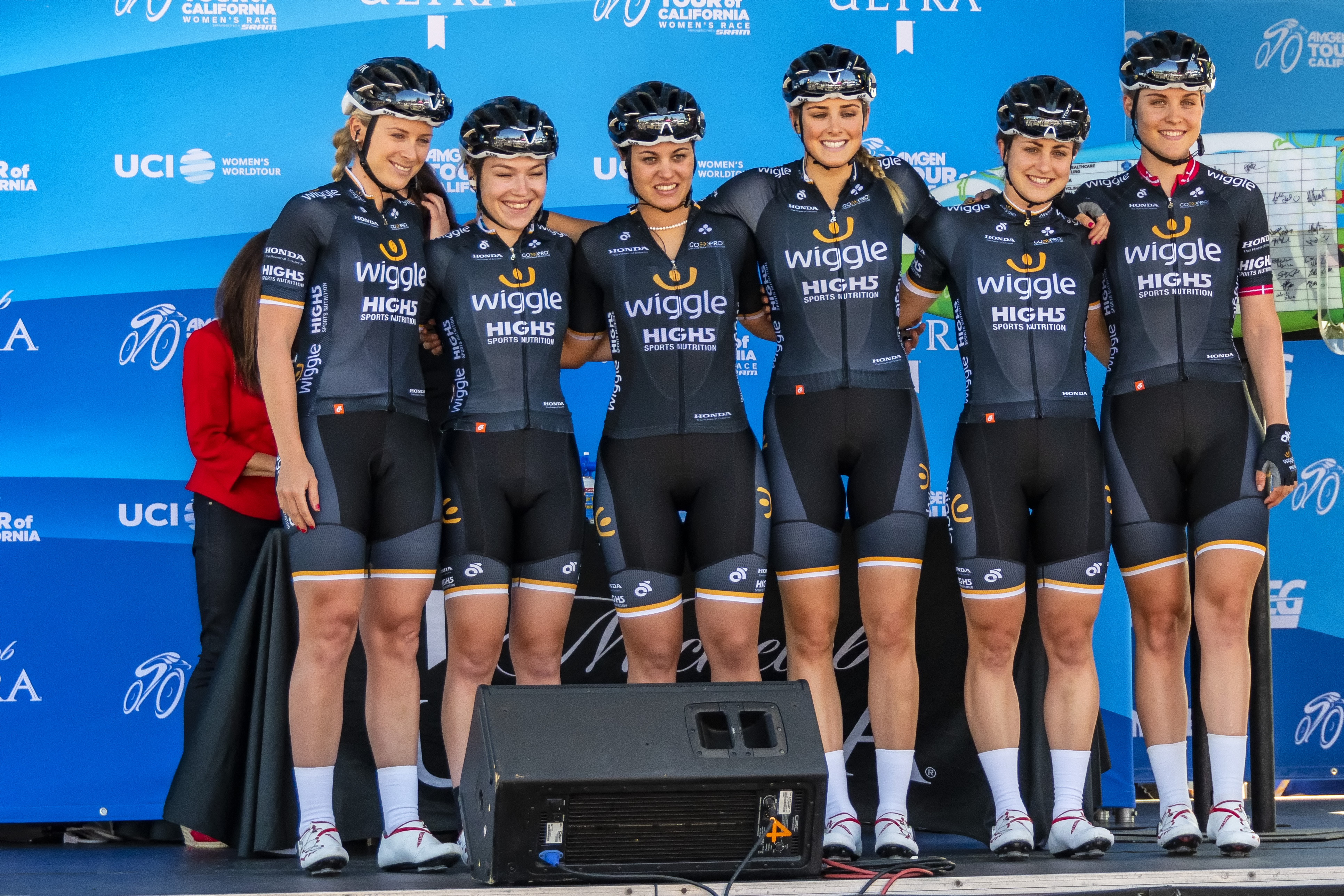
Équipe au Tour de Californie 2018

En 2018, l'effectif est grandement remanié. Le principal départ est celui de la sprinteuse belge Jolien D'Hoore. Elle est remplacée par Kirsten Wild. Lisa Brennauer, ancienne championne du monde du contre-la-montre, rejoint également l'équipe tandis que la sprinteuse italienne Giorgia Bronzini la quitte.
Kirsten Wild remporte une étape du Tour d'Italie et la RideLondon-Classique, unique victoire en World Tour de l'équipe en 2018. Surtout, elle réalise une saison sur piste exceptionnelle. Elle gagne trois titres de championne du monde et deux de championne d'Europe. Lisa Brennauer gagne le Tour de Thuringe, le titre en contre-la-montre en Allemagne, ainsi qu'un titre de championne d'Europe de poursuite. Elisa Longo Borghini connait une année difficile. Elle est malade début avril et obtient donc peu de résultats sur les classiques. Elle est cinquième de l'Emakumeen Euskal Bira. Sur le Tour d'Italie, elle ne parvient pas à rééditer sa performance de l'année précédente. Aux championnats du monde, elle participe à la bonne tenue de l'équipe d'Italie mais ne récolte pas de résultats personnels. Audrey Cordon progresse en 2018. Elle est sixième de l'Amstel Gold Race, troisième de La Madrid Challenge by La Vuelta et quatrième des championnats d'Europe de contre-la-montre. Emilia Fahlin connaît une renaissance en 2018. Elle gagne avec la manière le Gracia Orlová puis championne de Suède sur route. Elle se révèle bonne sprinteuse au Tour de Norvège et au Tour de Belgique, surtout elle finit quatrième des championnats du monde sur route. Eri Yonamine gagne les deux titres nationaux au Japon. Elisa Longo Borghini est dix-septième du classement UCI et onzième du classement World Tour. Wiggle High5 est cinquième du premier classement et sixième du second.

## Classements UCI

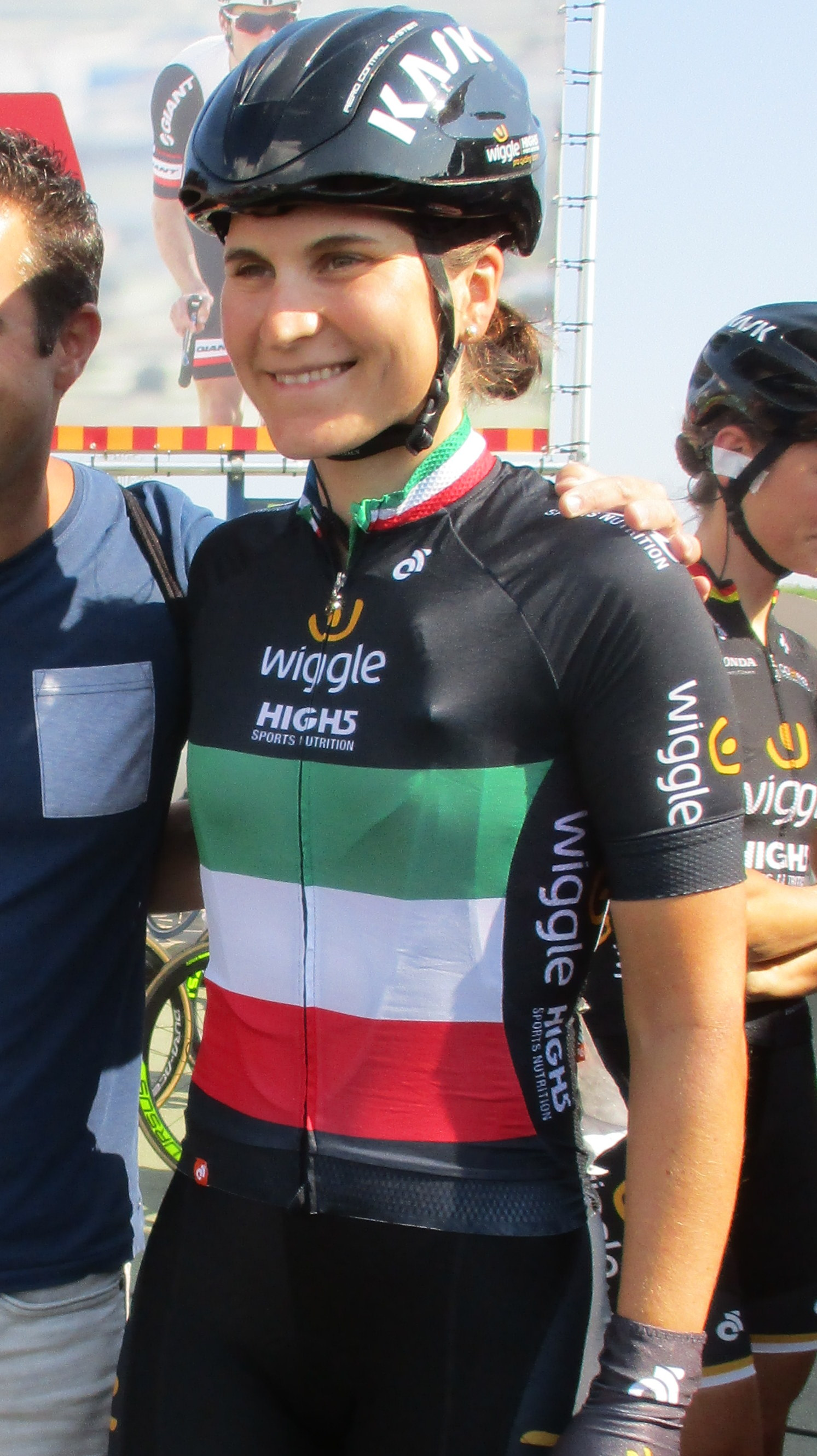
Elisa Longo Borghini est un des piliers de l'équipe

Ce tableau présente les places de l'équipe au classement de l'Union cycliste internationale en fin de saison, ainsi que la meilleure cycliste au classement individuel de chaque saison.
| Année | Classement par équipes | Meilleure coureuse au classement individuel |
| 2013  | 5e                     | Giorgia Bronzini (4e)                       |
| 2014  | 6e                     | Giorgia Bronzini (6e)                       |
| 2015  | 3e                     | Jolien D'Hoore (3e)                         |
| 2016  | 3e                     | Emma Johansson (3e)                         |
| 2017  | 6e                     | Jolien D'Hoore (7e)                         |
| 2018  | 5e                     | Elisa Longo Borghini (17e)                  |

L'équipe a intégré la Coupe du monde dès sa création en 2013. Le tableau ci-dessous présente les classements de l'équipe sur ce circuit, ainsi que sa meilleure coureuse au classement individuel.
| Année | Classement par équipes | Meilleure coureuse au classement individuel |
| 2013  | 7e                     | Giorgia Bronzini (9e)                       |
| 2014  | 8e                     | Giorgia Bronzini (10e)                      |
| 2015  | 2e                     | Jolien D'Hoore (3e)                         |

En 2016, l'UCI World Tour féminin vient remplacer la Coupe du monde.
| Année | Classement par équipes | Meilleure coureuse au classement individuel |
| 2016  | 2e                     | Elisa Longo Borghini (5e)                   |
| 2017  | 3e                     | Elisa Longo Borghini (5e)                   |
| 2018  | 6e                     | Elisa Longo Borghini (11e)                  |

## Principales victoires

### Grands tours
- Tour d'Italie féminin
- Participations : 6 (2013-2018)
  - Victoires d'étapes : 10
    - 1 en 2013 : Giorgia Bronzini
    - 1 en 2014 : Giorgia Bronzini
    - 2 en 2015 : Mayuko Hagiwara, Mara Abbott
    - 4 en 2016 : Giorgia Bronzini (2), Chloe Hosking, Mara Abbott
    - 1 en 2017 : Jolien D'Hoore
    - 1 en 2018 : Kirsten Wild

  - Podium : 2015 (Mara Abbott), 2017 (Elisa Longo Borghini)
  - Classement annexe :
    - Classement de la montagne : 2016 (Elisa Longo Borghini)

### Compétitions internationales
Cyclisme sur route
- Jeux du Commonwealth : 1
  - Contre-la-montre : 2014 (Linda Melanie Villumsen)

Cyclisme sur piste
- Championnats du monde : 8
  - Poursuite par équipes : 2013 (Elinor Barker, Danielle King, Laura Trott) et 2014 (Elinor Barker, Joanna Rowsell, Laura Trott)
  - Poursuite : 2014 (Joanna Rowsell)
  - Américaine : 2017 (Jolien D'Hoore), 2018 (Katie Archibald)
  - Omnium : 2018 (Kirsten Wild)
  - Course aux points : 2018 (Kirsten Wild)
  - Scratch : 2018 (Kirsten Wild)

- Championnats d'Europe : 13
  - Poursuite par équipes : 2013 (Elinor Barker, Danielle King, Laura Trott), 2014 (Elinor Barker, Laura Trott) et 2018(Katie Archibald, Elinor Barker)
  - Omnium : 2013, 2014 (Laura Trott) et 2018 (Kirsten Wild)
  - Poursuite individuelle : 2018 (Lisa Brennauer)
  - Poursuite espoirs : 2013 (Laura Trott)
  - Omnium espoirs : 2013 (Laura Trott)
  - Course aux points espoirs : 2013 (Laura Trott)
  - Américaine : 2016 (Jolien D'Hoore) et 2018 (Julie Leth)
  - Scratch : 2018 (Kirsten Wild)

- Jeux du Commonwealth : 4
  - Poursuite par équipes : 2018 (Annette Edmondson et Amy Cure)
  - Poursuite individuelle : 2018 (Katie Archibald)
  - Scratch : 2018 (Amy Cure)
  - Course aux points : 2018 (Elinor Barker)

### Championnats nationaux
| Cyclisme sur route - Championnats d'Allemagne : 1 - Contre-la-montre : 2018 (Lisa Brennauer) - Championnats d'Australie : 2 - Criterium espoirs : 2013 (Lauren Kitchen) - Championnats d'Autriche : 1 - Contre-la-montre : 2018 (Lisa Brennauer) - Championnats de Belgique : 2 - Course en ligne : 2015 et 2017 (Jolien D'Hoore) - Championnats d'Espagne : 3 - Course en ligne : 2015 (Anna Sanchis Chafer) - Contre-la-montre : 2015 et 2016 (Anna Sanchis Chafer) - Championnats de France : 4 - Contre-la-montre : 2015, 2016, 2017 et 2018 (Audrey Cordon) - Championnats de Grande-Bretagne : 2 - Course en ligne : 2014 (Laura Trott) - Contre-la-montre : 2013 (Joanna Rowsell) - Championnats d'Italie : 3 - Course en ligne : 2017 (Elisa Longo Borghini) - Contre-la-montre : 2016 et 2017 (Elisa Longo Borghini) - Championnats du Japon : 5 - Course en ligne : 2014, 2015 (Mayuko Hagiwara) et 2018 (Eri Yonamine) - Contre-la-montre : 2014 (Mayuko Hagiwara) et 2018 (Eri Yonamine) - Championnats de Suède : 3 - Course en ligne : 2016 (Emma Johansson) et 2018 (Emilia Fahlin) - Contre-la-montre : 2016 (Emma Johansson) | Cyclisme sur piste - Championnats d'Allemagne : 1 - Poursuite : 2018 (Lisa Brennauer) - Championnats d'Australie : 2 - Course aux points : 2017 (Amy Cure) - Scratch : 2017 (Amy Cure) - Championnats de Belgique : 1 - Omnium : 2015 (Jolien D'Hoore) - Championnats du Danemark : 1 - Course aux points : 2017 (Julie Leth) - Championnats de Grande-Bretagne : 7 - Poursuite par équipes : 2014 (Elinor Barker, Danielle King, Joanna Rowsell, Laura Trott) - Poursuite : 2013 (Laura Trott), 2018 (Katie Archibald) - Scratch : 2014 (Laura Trott), 2018 (Katie Archibald) - Course aux points : 2013 (Laura Trott), 2018 (Katie Archibald) - Championnats d'Italie : 3 - Poursuite par équipes : 2013 et 2014 (Beatrice Bartelloni) - Keirin : 2013 (Giorgia Bronzini) |

## Encadrement de l'équipe
L'équipe est possédée et dirigée par Rochelle Gilmore. Le siège de l'équipe se trouve en à Fiera di Primiero en Italie. Le représentant de l'équipe auprès de l'UCI est David Gilmore jusqu'en 2016, puis Rochelle Gilmore en 2017. 
Le directeur sportif de l'équipe est Simon Cope en 2013, puis Franky Van Hasebroucke en 2014. Les directeurs sportifs adjoints sont en 2013 : Kurt Bogaerts et Kristof van Campenhout. En 2014, ce sont Simon Cope, Kurt Bogaerts, Jarrod Moroni et Julian Winn. Enfin en 2015, ce sont Egon van Kessel, Nico Claessens et Kurt Bogaerts. En juin 2016, Egon van Kessel est remplacé par Donna Rae Szalinski, entraîneuse de l'équipe de cyclisme juniors féminine australienne de 2008 à 2014. En 2017, elle est assistée de Martin Vestby, le mari d'Emma Johansson, et d'Alexandra Greenfield,.
Le mécanicien en chef en 2014 est Jarrod Moroni, le soigneur Rino Deraedt, le responsable média Ben Atkins avec Bart Hazen. En 2015, le mécanicien est Gerrit Claessens, le soigneur Kristof van Campenhout, Ben Atkins et Bart Hazen restent à leur postes.

## Partenaires
L'équipe roule sur des vélos Colnago durant toute son existence,. Ses partenaires principaux sont Wiggle, un site de vente d'équipement sportif en ligne, et Honda, un fabricant automobile. En 2016, la marque de nutrition sportive High5 vient remplacer Honda comme partenaire titre. Honda reste cependant partenaire de l'équipe.

## Wiggle High5 en 2019

### Arrivées et départs
Rochelle Gilmore annonce l'arrêt de l'équipe.
| Arrivées | Équipe 2018 |
| -------- | ----------- |

| Départs              | Équipe 2019                        |
| -------------------- | ---------------------------------- |
| Rachele Barbieri     | Bepink                             |
| Elinor Barker        | Drops                              |
| Lisa Brennauer       | WNT                                |
| Grace Brown          | Mitchelton-Scott                   |
| Audrey Cordon-Ragot  | Trek                               |
| Emilia Fahlin        | FDJ-Nouvelle Aquitaine-Futuroscope |
| Lucy Garner          | Hitec                              |
| Julie Leth           | Cervélo Bigla                      |
| Elisa Longo Borghini | Trek                               |
| Kirsten Wild         | WNT                                |
| Eri Yonamine         | Alé Cipollini                      |

## Wiggle High5 en 2018

### Arrivées et départs
L'effectif de la formation est largement renouvelé. La sprinteuse belge Jolien D'Hoore quitte l'équipe, elle est remplacée par la Néerlandaise Kirsten Wild. Toujours dans le domaine du sprint, Rachele Barbieri, Elinor Barker et Katie Archibald, par ailleurs toutes trois pistardes, rejoignent l'équipe. L'ancienne championne du monde du contre-la-montre, vainqueur du Tour de Thuringe et également dotée d'une bonne pointe de vitesse Lisa Brennauer est un autre apport important pour l'équipe. La polyvalente Autrichienne Martina Ritter passe à l'échelon supérieur après être passée par de plus petites équipes. L'Australienne Macey Stewart va tenter de se relancer après une pause en 2017. Enfin, la championne du Japon Eri Yonamine est la dernière recrue.
Au niveau des départs, en sus de celui de Jolien D'Hoore, la sprinteuse italienne Giorgia Bronzini, membre de l'équipe depuis 2013 et capitaine de route, rejoint l'équipe Cylance. La Britannique Amy Roberts quitte l'équipe tout comme la grimpeuse japonaise Mayuko Hagiwara. Claudia Lichtenberg prend sa retraite, tout comme Anna Sanchis, déjà indisponible durant la majorité de l'année 2017.
| Arrivées         | Équipe 2017                        |
| ---------------- | ---------------------------------- |
| Katie Archibald  | WNT                                |
| Rachele Barbieri | Cylance                            |
| Elinor Barker    | Amateur                            |
| Lisa Brennauer   | Canyon-SRAM                        |
| Martina Ritter   | Drops                              |
| Macey Stewart    | Amateur                            |
| Kirsten Wild     | Cylance                            |
| Eri Yonamine     | FDJ-Nouvelle Aquitaine-Futuroscope |

| Départs             | Équipe 2018          |
| ------------------- | -------------------- |
| Giorgia Bronzini    | Cylance              |
| Jolien D'Hoore      | Orica-Scott          |
| Claudia Lichtenberg | Retraite             |
| Mayuko Hagiwara     | Alé Cipollini        |
| Amy Roberts         | Parkhotel Valkenburg |
| Anna Sanchis        | Retraite             |

### Effectif
| Effectif 2018               | Effectif 2018     | Effectif 2018 | Effectif 2018                             |
| Cycliste                    | Date de naissance | Pays          | Équipe précédente                         |
| --------------------------- | ----------------- | ------------- | ----------------------------------------- |
| Katie Archibald             | 12 mars 1994      | Royaume-Uni   | Team WNT (2017)                           |
| Rachele Barbieri            | 21 février 1997   | Italie        | Cylance (2017)                            |
| Elinor Barker               | 7 septembre 1994  | Royaume-Uni   | Breeze (2017)                             |
| Lisa Brennauer              | 8 juin 1988       | Allemagne     | Canyon-SRAM Racing (2017)                 |
| Audrey Cordon-Ragot         | 22 septembre 1989 | France        | Hitec Products (2014)                     |
| Amy Cure                    | 31 décembre 1992  | Australie     | Lotto Soudal Ladies (2015)                |
| Annette Edmondson           | 12 décembre 1991  | Australie     | Orica-AIS (2014)                          |
| Emilia Fahlin               | 24 octobre 1988   | Suède         | Alé Cipollini (2016)                      |
| Lucy van der Haar           | 20 septembre 1994 | Royaume-Uni   | Liv-Plantur (2015)                        |
| Grace Garner                | 19 juin 1997      | Royaume-Uni   | Podium Ambition-Club La Santa (2016)      |
| Julie Norman Leth           | 13 juillet 1992   | Danemark      | Hitec Products (2016)                     |
| Elisa Longo Borghini        | 10 décembre 1991  | Italie        | Hitec Products (2014)                     |
| Martina Ritter              | 23 septembre 1982 | Autriche      | Drops (2017)                              |
| Macey Stewart               | 16 janvier 1996   | Australie     | Orica-AIS (2016)                          |
| Kirsten Wild                | 15 octobre 1982   | Pays-Bas      | Cylance (2017)                            |
| Eri Yonamine                | 25 avril 1991     | Japon         | FDJ-Nouvelle Aquitaine-Futuroscope (2017) |
| Grace Brown (1 mai–31 déc.) | 7 juillet 1992    | Australie     | Holden Team Gusto racing (2018)           |
|                             |                   |               |                                           |
| Source : Cycling Archives   |                   |               |                                           |

## Saisons précédentes
- Saison 2015 de l'équipe cycliste Wiggle Honda
- Saison 2016 de l'équipe cycliste Wiggle High5
- Saison 2017 de l'équipe cycliste Wiggle High5